# Corrèze (departement)
Corrèze (19) is een Frans departement, gelegen in de Nouvelle-Aquitaine. De prefectuur (hoofdstad) is Tulle.

## Geschiedenis
Het departement was een van de 83 departementen die tijdens de Franse Revolutie werden gecreëerd op 4 maart 1790 door uitvoering van de wet van 22 december 1789. Het departement omvat een deel van de vroegere provincie Limousin, voornamelijk de Bas-Limousin, en is vernoemd naar de rivier de Corrèze.
Het departement was onderdeel van de regio Limousin tot deze op 1 januari 2016 werd opgeheven.

## Heraldiek
Gevierendeeld: 1. in goud twee gaande leeuwen van keel; 2. geschaakt van keel en goud van zes rijen; 3. smal geschuinbalkt van tien stukken van goud en keel; 4. in goud drie leeuwen van lazuur, geklauwd en getongd van keel.
Dit wapen en de identieke vlag, gecreëerd in 1975, groepeert de wapens van de vier burggraafschappen die vanaf 1040 het grondgebied besloegen van de Bas- Limousin dat in 1790 het departement Corrèze geworden is: Comborn, Ventadour, Turenne en Ségur.

## Geografie
Corrèze is omgeven door de departementen Creuse, Haute-Vienne, Cantal, Puy-de-Dôme, Lot en Dordogne.
Corrèze bestaat uit 3 arrondissementen:
- Brive-la-Gaillarde
- Tulle
- Ussel

Corrèze bestaat uit 19 kantons:
- Kantons van Corrèze.

Corrèze bestaat uit 286 gemeenten:
- Lijst van gemeenten in het departement Corrèze

## Demografie
De inwoners van Corrèze heten Corréziens.

### Demografische evolutie sinds 1962
| Naam       | Index 1962 | Index 1968 | Index 1975 | Index 1982 | Index 1990 | Index 1999 | Index 2008 | Index 2019 |
| ---------- | ---------- | ---------- | ---------- | ---------- | ---------- | ---------- | ---------- | ---------- |
| Corrèze    | 100,0      | 100,0      | 101,0      | 101,5      | 100,0      | 97,8       | 102,1      | 100,9      |
| Frankrijk* | 100,0      | 107,1      | 113,3      | 117,0      | 121,9      | 126,0      | 133,8      | 140,1      |

| Naam       | Inw./Km² 1962 | Inw./km² 1968 | Inw./km² 1975 | Inw./km² 1982 | Inw./km² 1990 | Inw./km² 1999 | Inw./km² 2008 | Inw./km² 2019 |
| ---------- | ------------- | ------------- | ------------- | ------------- | ------------- | ------------- | ------------- | ------------- |
| Corrèze    | 40,6          | 40,6          | 41,0          | 41,2          | 40,6          | 39,7          | 41,5          | 41,0          |
| Frankrijk* | 84,2          | 90,1          | 95,4          | 98,5          | 102,7         | 106,1         | 112,7         | 119,7         |

Frankrijk* = exclusief overzeese gebieden
Bron: Recensement Populaire INSEE - 1962 tot 1999 population sans doubles comptes, nadien Population Municipale
Op 1 januari 2022 had Corrèze 240.120 inwoners.

### De 10 grootste gemeenten in het departement
| #  | Gemeente                  | Aantal inwoners (2022) |
| -- | ------------------------- | ---------------------- |
| 1  | Brive-la-Gaillarde        | 46.769                 |
| 2  | Tulle                     | 13.602                 |
| 3  | Ussel                     | 9.174                  |
| 4  | Malemort                  | 7.995                  |
| 5  | Saint-Pantaléon-de-Larche | 5.006                  |
| 6  | Égletons                  | 4.336                  |
| 7  | Ussac                     | 4.271                  |
| 8  | Allassac                  | 4.050                  |
| 9  | Objat                     | 3.737                  |
| 10 | Cosnac                    | 3.042                  |

## Afbeeldingen

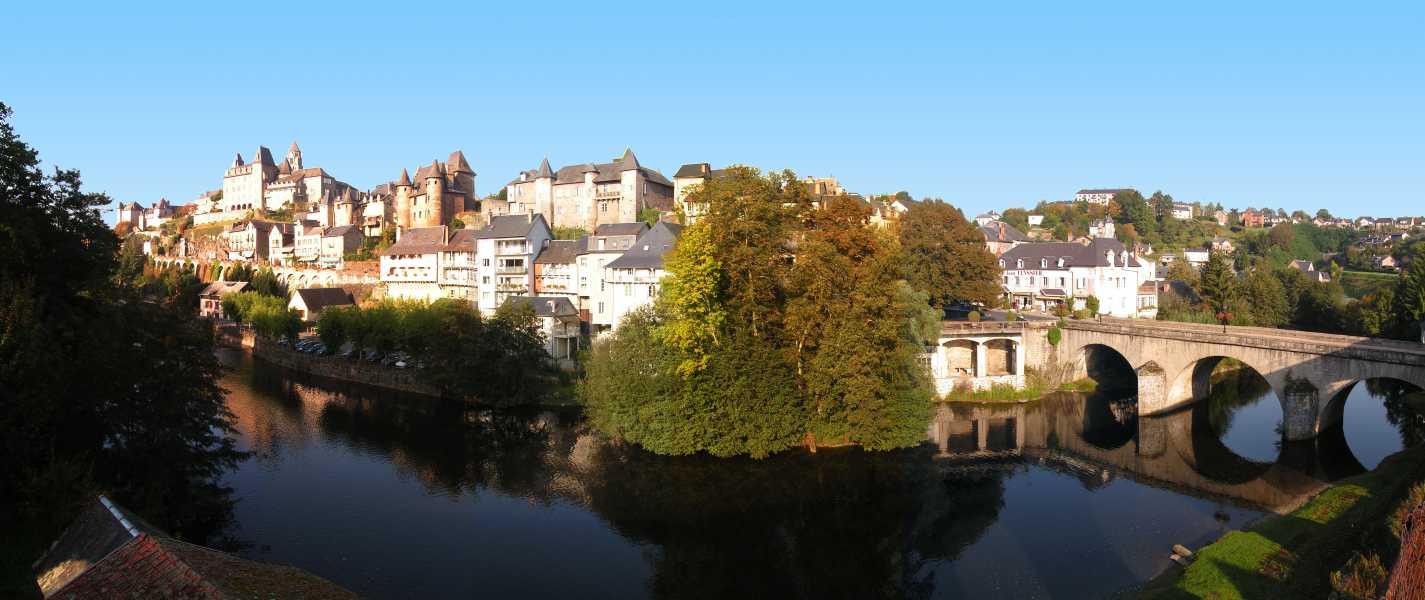
Uzerche
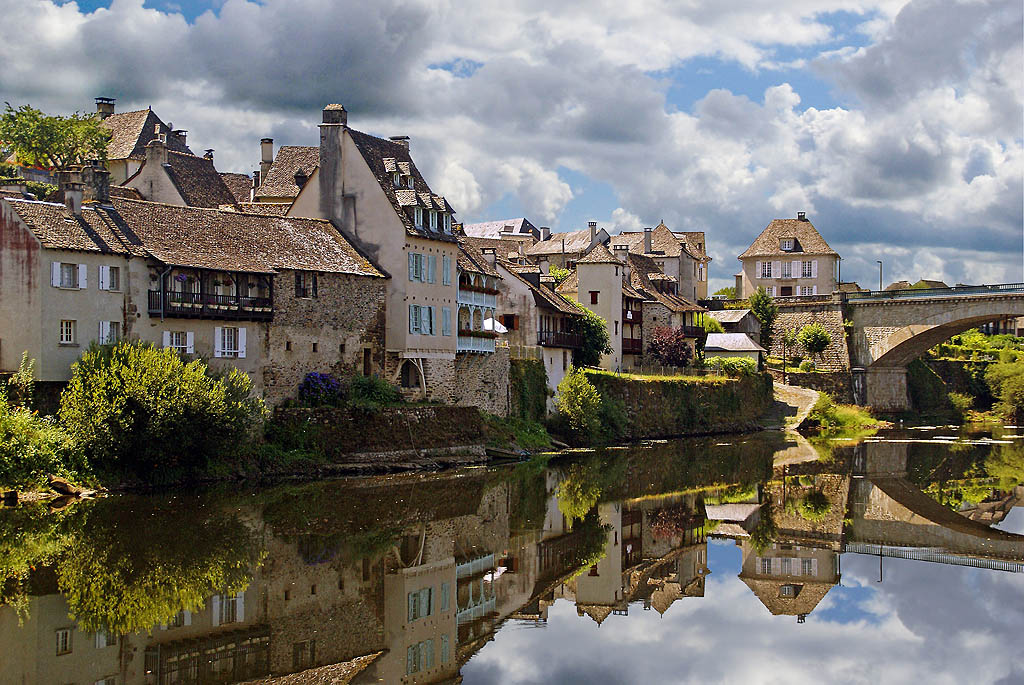
Argentat-sur-Dordogne
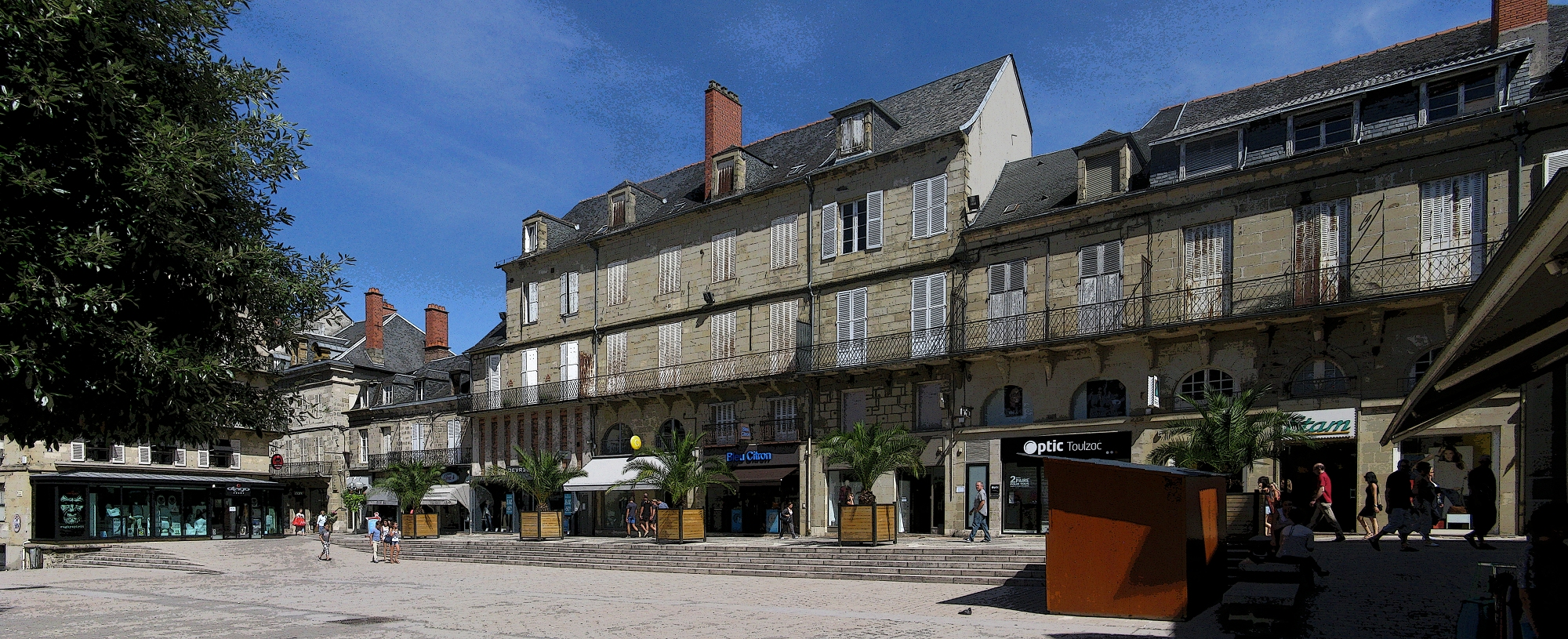
Brive-la-Gaillarde
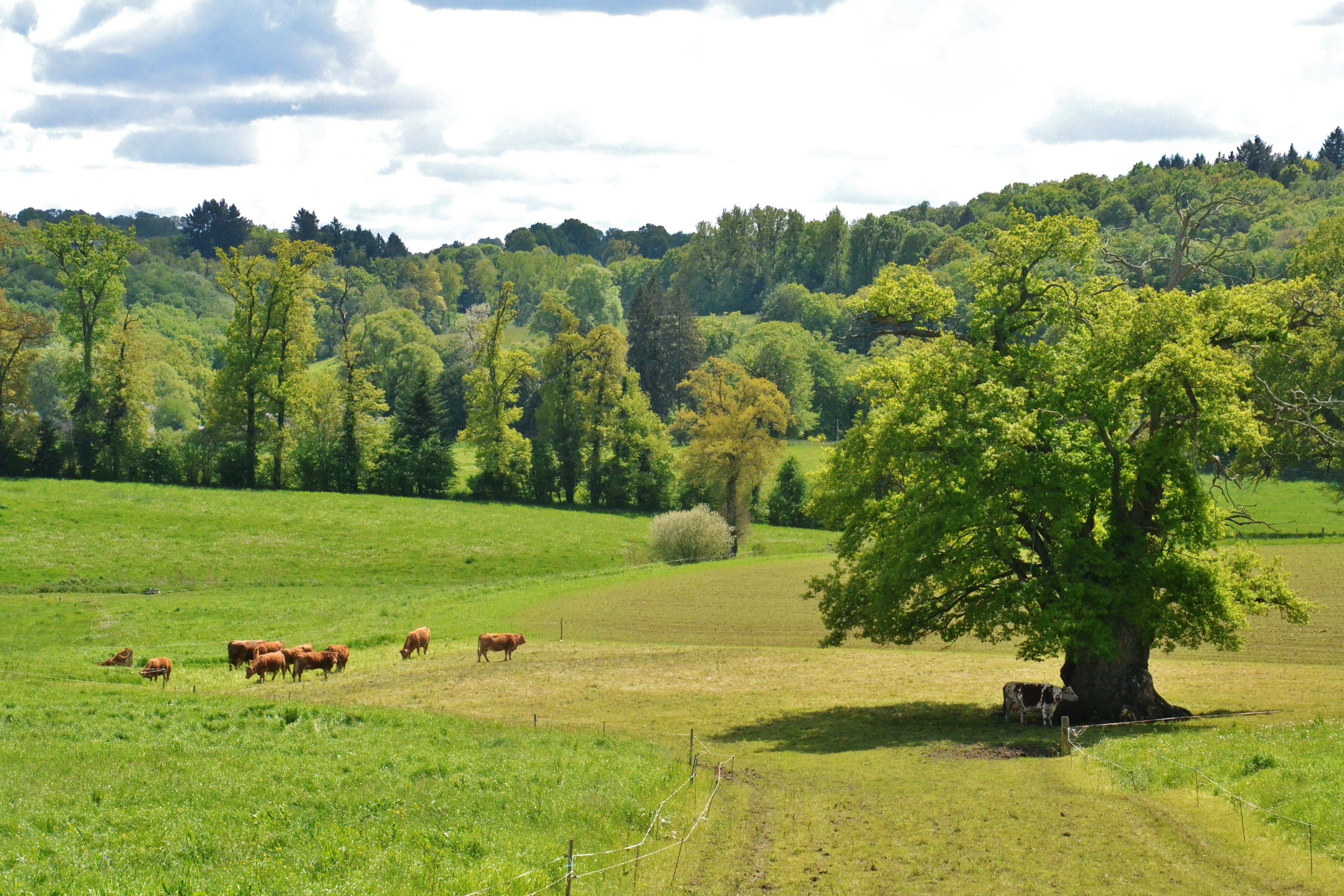
Landschap bij Chamboulive